# كارلوس رافاييل دو امارال
كارلوس رافاييل دو امارال (بالبرتغالية: Carlos Rafael do Amaral‏) (28 نوفمبر 1983 في البرازيل – )؛ هو لاعب كرة قدم سابق كان يلعب كلاعب وسط.

## وصلات خارجية
- كارلوس رافاييل دو امارال على موقع رابطة كرة القدم اليابانية للمحترفين (اليابانية)
- كارلوس رافاييل دو امارال على موقع قاعدة بيانات كرة القدم.إي يو (الإنجليزية)
- كارلوس رافاييل دو امارال على موقع Soccerway.com (الإنجليزية)
- كارلوس رافاييل دو امارال على موقع عالم كرة القدم.نت (الإنجليزية)